# WASP-1 b
WASP-1 b – planeta pozasłoneczna oddalona od Ziemi o 1239 lat świetlnych. Orbituje wokół gwiazdy WASP-1 w gwiazdozbiorze Andromedy. WASP-1b została odkryta metodą tranzytu w 2006 roku w ramach projektu SuperWASP. W podziękowaniu za pomoc udzieloną przez region La Palma odkrywcy nadali planecie alternatywne oznaczenie Garafia-1.
Masa WASP-1b wynosi 0,86 MJ, a promień 1,48 RJ. Podobnie do innych odkrytych egzoplanet WASP-1b orbituje bardzo blisko swojej gwiazdy, odległość od WASP-1 wynosi zaledwie 0,0382 j.a. Klasyfikuje to WASP-1b do gorących jowiszy.
WASP-1b została odkryta metodą tranzytu w ramach programu SuperWASP, od którego odkryte gwiazdy i planety zostają nazwane.